# Vittorio Congia
Vittorio Congia (* 4. November 1930 in Iglesias; † vor oder am 27. November 2019) war ein italienischer Schauspieler meist komödiantischer Rollen.

## Leben
Congia gab nach seiner Schulzeit die musikalische Ausbildung am Violoncello zugunsten von Schauspielunterricht am Centro Sperimentale di Cinematografia auf. Der kleingewachsene Sarde wurde nach Anfängen beim Kabarett (u. a. dem „Bagaglino“) in Rollen als unbeschwerter, meist sympathisch wirkender Jugendlicher beim Theater (und dort vor allem in Revuen) wie Senza rete (1954), Buonanotte Bettina (1963) und Rinaldo in campo (1965) eingesetzt. Bereits in den Anfängen des italienischen Fernsehens in musikalischen Komödien und etlichen Miniserien aktiv, erspielte Congia sich große Popularität, die er als oftmaliger Bühnenpartner Aroldo Tieris ausbaute (Canzonssima 1960/1961, Za-bum 1964, Orsa maggiore 1964).
Ab 1960 spielte Congia auch in Filmen, in denen er lebhafte Charaktere in schematischen Komödien und an Farcen von Franco & Ciccio sowie in zahlreichen Schlagerfilmen darstellte. Nach einigen größer budgetierten Filmen zu Beginn der 1970er Jahre und etlichen Miniserien beim Fernsehen zog er sich 1978 (mit einer Ausnahme acht Jahre später) von der Schauspielerei zurück.
Congia war auch vielfach als Synchronsprecher engagiert.

## Filmografie (Auswahl)
- 1956: L'alfiere (Fernseh-Miniserie)
- 1960: Messalina (Messalina Venere imperatrice)
- 1961: Seine Exzellenz bleibt zum Essen (Sua Eccellenza i fermò a mangiare)
- 1961: Ferien in der Sillberbay (Vacanze alla baia d'argento)
- 1961: Unser Bursche, der Herr Professor (Gli attendenti)
- 1964: Verrückter Sommer (Frenesia dell'estate)
- 1966: Schlager mit Caterina (Nessuno mi po giudicare)
- 1971: Die neunschwänzige Katze (Il gatto a nove code)
- 1971: Zwei irre Typen außer Rand und Band (Venga a fare il soldato da noi)
- 1971: Als die Frauen das Bett erfanden (Quando gli uomini amarono la clava e… con le donne fecero din-don)
- 1972: Ben und Charlie (Amico, stammi lontano almeno un palmo)
- 1972: Una cavalla tutta nuda
- 1973: Alle für einen – Prügel für alle (Tutti per uno… botte per tutti)
- 1986: Se devi dire una bugia dilla grossa (Fernsehfilm)